# Street Halo
Street Halo è un EP del musicista britannico Burial, pubblicato dalla Hyperdub il 28 marzo 2011. Annunciato quattro giorni prima, l'EP è la prima uscita ufficiale dell'artista dopo l'album Untrue del 2007.
L'annuncio è stato dato il 23 marzo 2011. Hyperdub ha rilasciato Street Halo in download digitale e in vinile il 28 marzo. La label ha reso disponibile l'EP per l'ascolto attraverso il suo sito web nei formati mp3 e wav.

## Composizione
L'EP presenta il solito suono di Burial, con l'inserimento di samples vocali tratti da brani R'n'b, batterie sincopate e sintetizzatori tipici della musica ambient.

## Critica
Street Halo ha ricevuto in generale recensioni positive dalla critica internazionale: su Metacritic, sito che raccoglie le recensioni di utenti e siti web, ha una media di 85/100. Philip Sherburne del sito Pitchfork ha lodato Burial per "aver trovato nuove idee che animassero i suoi samples tristi" e aver creato un suono ormai "familiare". Anche in Italia il sito OndaRock ha premiato il disco con 7.5, apprezzando enormemente il lavoro del produttore.

## Tracce
1. Street Halo – 6:44
2. NYC – 7:38
3. Stolen Dog – 6:21